# De Ring
De Ring was een Belgische muziekuitgeverij praktiserend tussen 1921 en 1957.
Oprichters waren zanger Paul Lepage, die de administratie zou voeren en pianist Jos Watelet. Beiden kwamen uit een (deels) Waals milieu, maar pakten de Vlaamse cultuur op. De samenwerking kwam voort uit de Groeningerwacht, waar beiden lid van waren. Lepage had al sinds 1912 samen met zanger Tony Magnus leiding gegeven aan de muziekuitgeverij Voor Taal en Volk, vooral gericht op Vlaamse componisten, bijvoorbeeld Vlaanderen van Renaat Veremans. Dat kwam stil te liggen tijdens de Eerste Wereldoorlog.
In 1920 startte de Muziekuitgeverij De Ring, die ook alleen werken, voornamelijk kunstliederen, van Vlaamse componisten uitgaf bestemd voor Nederland en België. In 1930 werd de uitgeverij een Vereniging zonder winstoogmerk (VZW). In die tijd ontwikkelden beiden een belangstelling voor Vlaamse barokmuziek, hetgeen leidde in samenwerking met de Vereniging voor Muziekgeschiedenis tot publicatie van de reeks Monumenta Musicae Belgicae. MMB zou tussen 1932 en 1951 wereldwijd uitgebracht worden. Tanende belangstelling voor liederenreeksen leidde tot een stop op nieuwe liederenuitgaven in 1937 en De Ring ging over tot herdruk van oudere uitgaven onder de noemer Vlaamsche Liederenalbum (ten slotte 7 delen van 12 liederen).
Het overlijden van Watelet zette een neerwaartse teneur in en er waren geen opvolgers. Het overlijden van Lepage was de nekslag. Francine Lepage, dochter van Paul en zangeres, zag geen mogelijkheid het bedrijf te voeren en beperkte haar werkzaamheden tot administratie. Anderen voerden het beheer. In 1980 viel het doek voor de Ring; het fonds kwam in handen van uitgeverij de Monte in Mechelen.